# Vijayabahu VI
Vijayabahu VI fou rei de Gampola vers 1397 a 1409. Va pujar al tron aprofitant la disputa pel poder entre dos fills de Vira Bahu II. Era el cap de la família Alakesvara (Alakeshwara o Alagakkonara).

## Origen de la famíliaAlagakkonaraoAlakesvara
Alagakkonara, Allegakone o Alakeshwara (en singalès i Aḻakakkōṉ en tàmil) fou una prominent família feudal que va proporcionar ministres poderosos i governants militars durant el període medieval a Sri Lanka. Algun historiador diu que la família era d'origen Malaiàlam, altres diuen que es va originar a Kanchipuram a Tamil Nadu, Índia. Van arribar a Sri Lanka al voltant del segle xiii i es van naturalitzar a Ceilan. Un dels membres de la família és conegut per la fundació de la llavors capital de Sri Lanka, Sri Jayewardenepura (Kotte) com una fortalesa des de la qual va lliurar una guerra contra la invasió dels cobradors d'impostos del regne de Jaffna, al nord.
El primer membre de la família que va arribar a Sri Lanka fou Nissanka Alagakonara, que va emigrar a Ceilan des d'un lloc anomenat Vanchipura o Kanchipuram a l'Índia després de les invasions musulmanes de la seva terra natal. Encara que el clan es va concentrar inicialment en activitats mercantils i es van fer rics, eventualment van adquirir cert poder polític dins del regne de Gampola al segle XIV; a això va ajudar la seva conversió al budisme després de la seva arribada a l'illa (quan eren hinduistes). Nissanka es va casar amb una germana de Vikramabahu III i fou el pare del rei Bhuvaneka Bahu V.

## Adquisició de poder polític
Durant la dècada de 1350 a causa de les invasions periòdiques de la regió occidental de Sri Lanka per part del regne de Jaffna (situat al nord), moltes regions van començar a retre homenatge i pagar impostos als reis Arya Chakaravarthi. El tercer membre de la família que figura en els relats històrics, és conegut només com a Alakesvara, i era un ministre del rei local Vikramabahu III; va fortificar una regió pantanosa al voltant del que avui dia és Colombo, en els pantans al sud del riu Kelani. Va fundar la fortalesa de Jayewardhanapura, àrea que fou coneguda com a Kotte ("El fort"). El 1369 Alakesvara va expulsar els cobradors d'impostos tàmils i va atacar els campaments dels soldats de regne de Jaffna que van intentar envair els districtes singalesos de Chilaw i Negombo, matant un gran nombre d'ells i obligant a la resta a retirar-se. El rei tàmil (Arya Chakaravarthi) va posar en marxa un segon intent d'invasió durant el regnat de Bhuvaneka Bahu V (fill de Nissanka Alakesvara i una princesa reial germana de Vikramabahu III), arribant al regne per terra i mar. Tot i que el rei singalès va fugir inicialment de la seva capital, el seu exèrcit va derrotar a la força que es va acostar per terra en una batalla lliurada prop de Matale. Alakesvara va atacar simultàniament les tropes que van arribar per mar, encaminant-les a Dematagoda, i destruint els seus vaixells a Panadura. Tot i que la majoria de les fonts singaleses esmenten que va ser capaç de derrotar els invasors, hi ha un epígraf conflictiu coneguts com la inscripció Kotagama que detalla com el rei de Jaffna havia prevalgut.

## Arribada al poder
Posteriorment fonts locals tenen clar que va començar a ser vist com un líder creïble i va eclipsar el rei i va arribar a ser considerat com el veritable poder. Després de la mort d'Alakesvara, situada entre 1382 i 1392, hi va haver desunió en la seva família, amb diversos membres lluitant entre si pel poder. Kumara Alakesvara, mig germà del rei Bhuvaneka Bahu V controlava el poder de des de 1386 fins vers 1387 i va ser seguit per Vira Alakesvara des de 1387 en endavant, fins 1391, quan va ser enderrocat per parents pretendents rivals (Vira Bahu II i els seus dos fills); Vira Alekasvara va tornar al poder amb l'ajut de mercenaris estrangers el 1399 i va assolir el tron amb el nom de Vijayabahu VI.

## Expedició xinesa
Al Se-yih Ke-foo-choo (Descripció dels països occidentals) diu que el 1405 el rei regnant, Alagakkonara (Vijayabahu VI) va maltractar a residents estrangers i va confiscar els seus vaixells, el que va sorprendre als viatges i comerciants estrangers; llavors Xina va enviar una missió amb regals i encens per la Dent Sagrada però igualment fou insultada i just es va poder escapar de Ceilan. Segons els historiador de la Ming She o "Història de la dinastia Ming" l'emperador Chin Tsu indignat per aquest ultratge, i veient que la influència de la Xina havia declinat a Ceilan i altres llocs en els regants dels seus predecessors, va enviar a un oficial de nom Ching Ho amb una flota de 62 vaixells i una escorta militar important, amb credencials imperials i regals; Ching Ho (transcripció actual Zheng He) va passar per la Cotxinxina, per Sumatra, Java, Cambotja, Siam i altres llocs, proclamant a cada lloc l'edicte imperial i conferint els regals de l'emperador; si algun príncep refusava la submissió, era sotmès per força; l'expedició va tornar a la Xina el 1407 acompanyada d'enviats de diversos llocs que anaven a pagar el tribut a l'emperador. A l'any següent Ching Ho (Zheng He) fou enviat a una missió semblant a Ceilan, el rei Alaganokkora (Vijayabahu VI, en xinès A-lee-ko-nae-wueh) va erigir fortificacions a la costa i va ordenar la captura de xinesos o el saqueig dels seus vaixells; Ching Ho amb un eficaç moviment, va impedir qualsevol atac i va atacar la capital, Gampola, va fer presoner al rei, i el va pujar a bord de la seva flota portant-lo captiu a la Xina amb la seva reina, el seu fill, els seus principals oficials i els seus servents; el botí capturat fou exhibit més tard al monestir de Tsing-hae a Nanking. El sisè mes de l'any 1411 els presoners foren presentats a la cort i els ministres demanaven la seva execució però l'emperador els va alliberar però va conferir el tron a un homes virtuós de la mateixa família; els propis captius es van declarar en favor de Seay-pa-nea-na, i un enviat li va portar el segell que l'investia de la dignitat reial com a vassall de l'imperi. La crònica xinesa Woo-heo-peen o "Records de la dinastia Ming" diu que Seay-pa-nea-na fou anomenat després Pu-la-ko-ma Ba-zae La-cha (Parakrama Bahu Epa).

## Final de la família Alakesvara
La família va perdre gran part de la seva influència després que el seu líder i rei va ser fet presoner pels xinesos de l'almirall Zheng He (Ching Ho) el 1409 o el 1410 (segons el Mahavansa). Tot i que va poder tornar a Ceilan, havia perdut tot el prestigi i ja no va recuperar el poder ni la influència. No consta la data de la mort.